# Alternanthera obovata
Alternanthera obovata là loài thực vật có hoa thuộc họ Dền. Loài này được (M.Martens & Galeotti) Millsp. mô tả khoa học đầu tiên năm 1898.